# Heinrich Riegel
Heinrich Riegel (* 21. Juni 1883 in Monzingen; † 3. Februar 1967) war ein hessischer Politiker (SPD) und Abgeordneter der Verfassungberatenden Landesversammlung Groß-Hessen, einem Vorgänger des Hessischen Landtags.

## Leben
Heinrich Riegel besuchte die Volksschule und kaufmännische Fortbildungskurse. Danach arbeitete er als Zigarrenarbeiter, Werkmeister und Versandleiter. 1910 wurde er Gewerkschaftsangestellter in Aachen, von 1911 bis 1914 in Gießen.
Seit dem 1. Januar 1903 war er Mitglied und Funktionär der SPD. 1912 bis 1914 war er Ortsvorsitzender der SPD in Gießen. 1920 bis 1926 wirkte er dort als Parteisekretär der SPD, dann in Darmstadt. 1926 bis 1933 war er Bezirksvorsitzender der SPD des Bezirks Darmstadt. 1930 bis 1933 war er Vorsitzender des Aufsichtsrats der Druckerei Hessischer Volksfreund, Darmstadt.
Heinrich Riegel war Abgeordneter des Kreistags und Mitglied des Kreisausschusses im Kreis Darmstadt von 1924 bis 1933. Weiterhin war er Abgeordneter des Provinziallandtags der Provinz Starkenburg.
Nach der Machtergreifung der Nationalsozialisten 1933 wurde er entlassen. 1936 bis 1944 war er Geschäftsstellenleiter. 1944 nach dem Attentat auf Hitler im KZ Dachau.
Vom 15. Juli 1946 bis zum 30. November 1946 war er Mitglied der Verfassungberatenden Landesversammlung Groß-Hessen.